# Alcoba
Alcoba er en by og kommune i det sydlige centrale Spanien i provinsen Ciudad Real. Den har et indbyggertal på 567 (2024) indbyggere.